# H•A•M
«H•A•M» es una canción hip hop de los raperos estadounidenses Kanye West y Jay-Z. A principios del año 2011, ésta fue lanzada como el primer sencillo del futuro álbum de colaboración entre ambos raperos, Watch the Throne.

## Lanzamiento
Su lanzamiento digital en Estados Unidos fue realizado el martes 11 de enero de 2011; mismo día en el que fueron lanzados otros dos sencillos que se esperaba que recibieran una gran demanda en el país: "Hold It Against Me" de Britney Spears y "What the Hell" de Avril Lavigne.

## Recepción

### Comercial
En los Estados Unidos "H•A•M" debutó, la semana del 29 de enero de 2011, en la posición n.º 10 del ranking Digital Songs de la revista Billboard. Ello, tras vender 125 descargas digitales en sus primeros seis días como tal en el país.

## Posicionamiento

### Semanales
| 2011           |                   |    |
| Canadá         | Canadian Hot 100  | 47 |
| Estados Unidos | Billboard Hot 100 | 23 |